# صالح
صالح از پیامبرانی است که در قرآن و روایات اسلامی به آن اشاره رفته‌است. برخی او را با شالح پسر یهودا مذکور در عهد عتیق یکسان دانسته‌اند، که این همسانی محل تردید است. مطابق روایت هود پیامبر برای قوم عاد — که از اقوام عرب‌زبان در احقاف، در میان عمان و حضرموت که در کنار دریا قرار می‌گیرد — فرستاده شده بود و همچنین خداوند صالح پیامبر را بعد از هلاک شدن قوم عاد، برای هدایت قوم ثمود فرستاد و این قوم در منطقه‌ای به نام حجر در میان حجاز و تبوک زندگی می‌کردند.

## صالح در قرآن و روایات اسلامی

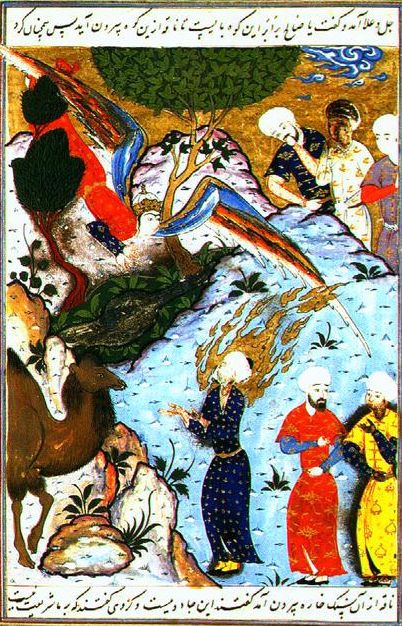
صالح مردمش را با معجزه شتر سرخ به یکتا‌پرستی دعوت می‌کند. تصویر از نسخه خطی کتاب «داستان‌های پیامبران».

در روایت صالح از نسل ششم نوح است او به مدت ۴۳۰ سال زیست او پیامبر قوم ثمود بود که در حوالی شام می‌زیستند قوم ثمود از نه قبیله تشکیل می‌شدند صالح سال‌ها قوم خود را به خداپرستی دعوت نمود؛ و گروهی اندک به او پیوستند قومش از او نشانهٔ نبوت خواستند صالح به امر الهی شتری سرخ‌موی و ماده به نام جمل را در میان کوهی «در حجاز یا شام یا بین این»  آورد و فرمود این شتر نشانه‌ایست در میان من و شما حرمت او را بدارید شتر آبشخور خود را می‌داند و به هر جا که میل دارد می‌رود کسی مانع او نشود اما قوم حرمت او را پاس نداشتند و سرانجام نه نفر از جوانان قوم متحد گردیده و تصمیم به قتل شتر گرفتند و آن را پی نموده و کشتند و ناقه‌اش به کوه پناه برد در پی این حادثه صالح عذاب الهی را اعلام داشت و پس از سه روز وعدهٔ الهی سر رسید و صاعقه همه‌جا را فرا گرفت و دمار از قوم او برآورد و صالح و پیروانش از این حادثه در امان بودند بقایای قوم صالح و اصحاب حجر برای عبرت آیندگان باقی ماند. قوم ثمود مردانی قوی و تنومند بودند و خانه‌های خود را در میان صخره‌ها و کوه‌ها می‌ساختند (۶۱ آیه در قرآن).
در زیارتنامهٔ علی بن ابیطالب نیز آمده‌است: «ألَسَّلامُ عَلَیک وَ عَلی جارَیک هُودٍ وَ صالحٍ». سلام بر تو و بر دو همسایه ات هود و صالح. «السّلامُ عَلَیک وَ عَلی ضَجیعَیک آدمَ وَ نُوحٍ»؛ (سلام بر تو و بر آدم و نوح که در کنار تو آرمیده‌اند.

## قبر
مطابق روایات، قبر صالح در قبرستان وادی السلام نجف است که در جریان اشغال عراق توسط بریتانیا به سال ۱۳۳۳ ق آسیب دید. بر روی مرقد سنگ قدیمی سرخ‌رنگی قرار داشت که طول آن در حدود ۷۰ سانتیمتر و عرض آن ۲۰ سانتیمیر و روی آن با خط کوفی نوشته شده بود که اینجا قبر هود و صالح است.
برای جلوگیری کردن از دزدیده شدن این سنگ، آن را درون یک استوانه قرار داده بودند. اما به هنگام اشغالگری بریتانیا این سنگ که دلیلی برای این مرقد بود ناپدید گشت. مرقد پیامبران هود و صالح، پس از رفع محاصره، بنای فعلی به سال ۱۳۳۷ ه‍.ق در همان نقطه‌ای که سید بحرالعلوم تعیین کرده بود، بنیاد گردید.